# گاریسا (کنیا)
گاریسا شهری در استان شمال شرقی کشور کنیا است.
مردم گاریسا در اصل سومالیایی‌تبار هستند.
گاریسا یکی از لوکیشن‌های فیلم سینمایی ایرانی فرزند چهارم بود که با تهدید الشباب به حمله انتحاری به درخواست پلیس مجبور به ترک این شهر شدند که این تهدیدات فیلم پشت صحنه فیلم را بسیار دیدنی نموده‌است

## بخش‌ها

- Biashara
- Bulla
- Jamhuri
- Market
- Mashambani
- Stadium